# 커틀러리

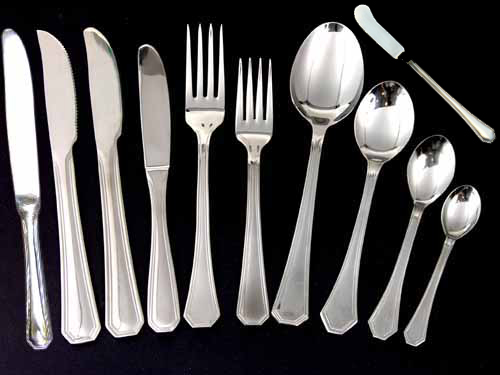
양식기

커틀러리(영어: cutlery)는 서양식 식사에 사용하는 기구나 용기이다. 양식기(洋食器)라 부르기도 한다. 포크, 테이블 나이프, 스푼 등이 있다.
커틀러리를 만들거나 파는 사람을 커틀러(cutler)라고 한다. 영국 셰필드시는 17세기부터 식기 생산으로 유명했으며, 셰필드에서 런던까지 운행하는 열차인 마스터 커틀러(Master Cutler)는 업계 이름을 따서 명명되었다. 스테인리스 스틸은 20세기 초 셰필드에서 저렴한 가격의 식기류를 대중에게 제공하기 위해 개발되었다.
서양 문화의 주요 식기류는 나이프, 포크, 스푼이다. 이 세 가지 도구는 조지아 시대 영국의 식탁에 처음으로 함께 등장했다. 최근에는 스포크(숟가락/포크), 스파이프(숟가락/나이프), 노크(나이프/포크) 등 다양한 식사 도구의 기능을 결합한 하이브리드 버전의 커틀러리가 만들어졌다. 스포프(sporf) 또는 스플레이드(splade)는 이 세 가지를 모두 결합한다.

## 같이 보기
- 수저
- 커틀러
- 스테이크 나이프
- 상차림